# Shona Robison
Pour les articles homonymes, voir McConnell.
Shona Robison, née le 26 mai 1966, est une femme politique écossaise du Parti national écossais (SNP). Elle siège au parlement écossais depuis 2003 en tant que représentant de la circonscription de Dundee est. Elle est vice-Première ministre de 2023 à 2024.

## Biographie
Shona Robison naît à Redcar, en Angleterre. She fait ses études à la Alva Academy, dans le Clackmannanshire, puis obtient un master en sciences sociales à l'université de Glasgow en 1989. En 2000, elle obtient un certificat au collège de sciences de l'éducation du Jordanhill College.
Shona Robison est membre de l'association de jeunesse du SNP, le Young Scots for Independence, aux côtés de Nicola Sturgeon et Fiona Hyslop, deux ministres du gouvernement écossais actuel.
Son premier mandat remonte à l'élection législative de 1999 faisant intervenir le système mixte, où elle a été élue, non pas en tant que représentant d'une circonscription, mais d'un pourcentage de voix. Elle représente Dundee est depuis 2003.
Après la victoire du SNP aux élections législatives du 2007, Shona Robison est nommée ministre de la Santé publique du gouvernement écossais.

## Vie personnelle
Shona Robison est mariée à l'homme politique Stewart Hosie, représentant de Dundee est au Parlement de Westminster et ancien secrétaire national du SNP, puis le couple se sépare.